# Strand-Bredtjärnen
Strand-Bredtjärnen är en sjö i Sollefteå kommun i Ångermanland och ingår i Ångermanälvens huvudavrinningsområde. Sjön har en area på 0,0419 kvadratkilometer och ligger 272,1 meter över havet.

## Delavrinningsområde
Strand-Bredtjärnen ingår i det delavrinningsområde (703580-156797) som SMHI kallar för Inloppet i Rössjön. Medelhöjden är 310 meter över havet och ytan är 10,37 kvadratkilometer. Räknas de 3 avrinningsområdena uppströms in blir den ackumulerade arean 24,33 kvadratkilometer. Mångmanån som avvattnar avrinningsområdet har biflödesordning 2, vilket innebär att vattnet flödar genom totalt 2 vattendrag innan det når havet efter 80 kilometer. Avrinningsområdet består mestadels av skog (79 procent) och sankmarker (11 procent). Avrinningsområdet har 0,12 kvadratkilometer vattenytor vilket ger det en sjöprocent på 1,2 procent.